# Rašelinisko
Rašelinisko je přírodní rezervace v Tatranském národním parku poblíž Štrbského plesa.
Nachází se v katastrálním území města Vysoké Tatry v okrese Poprad v Prešovském kraji. Území bylo vyhlášeno v roce 1991 na rozloze 0,32 ha. Předmětem ochrany je kyhanka sivolistá (Andromeda polifolia), jejíž výskyt je v TANAPu ojedinělý. Nachází se zde i jiné ohrožené druhy flóry, např. rosnatka okrouhlolistá (Drosera rotundifolia).

## Galerie

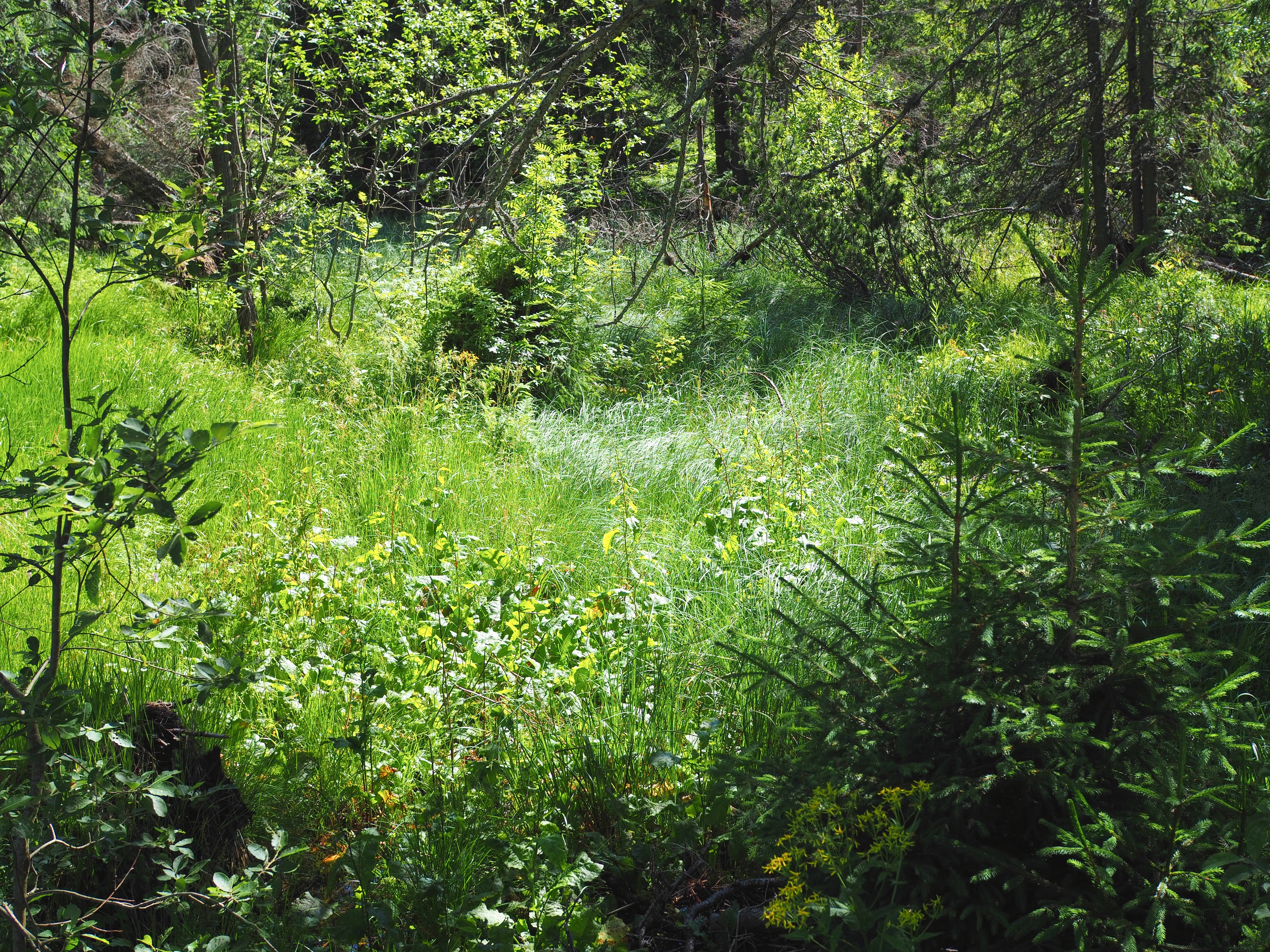
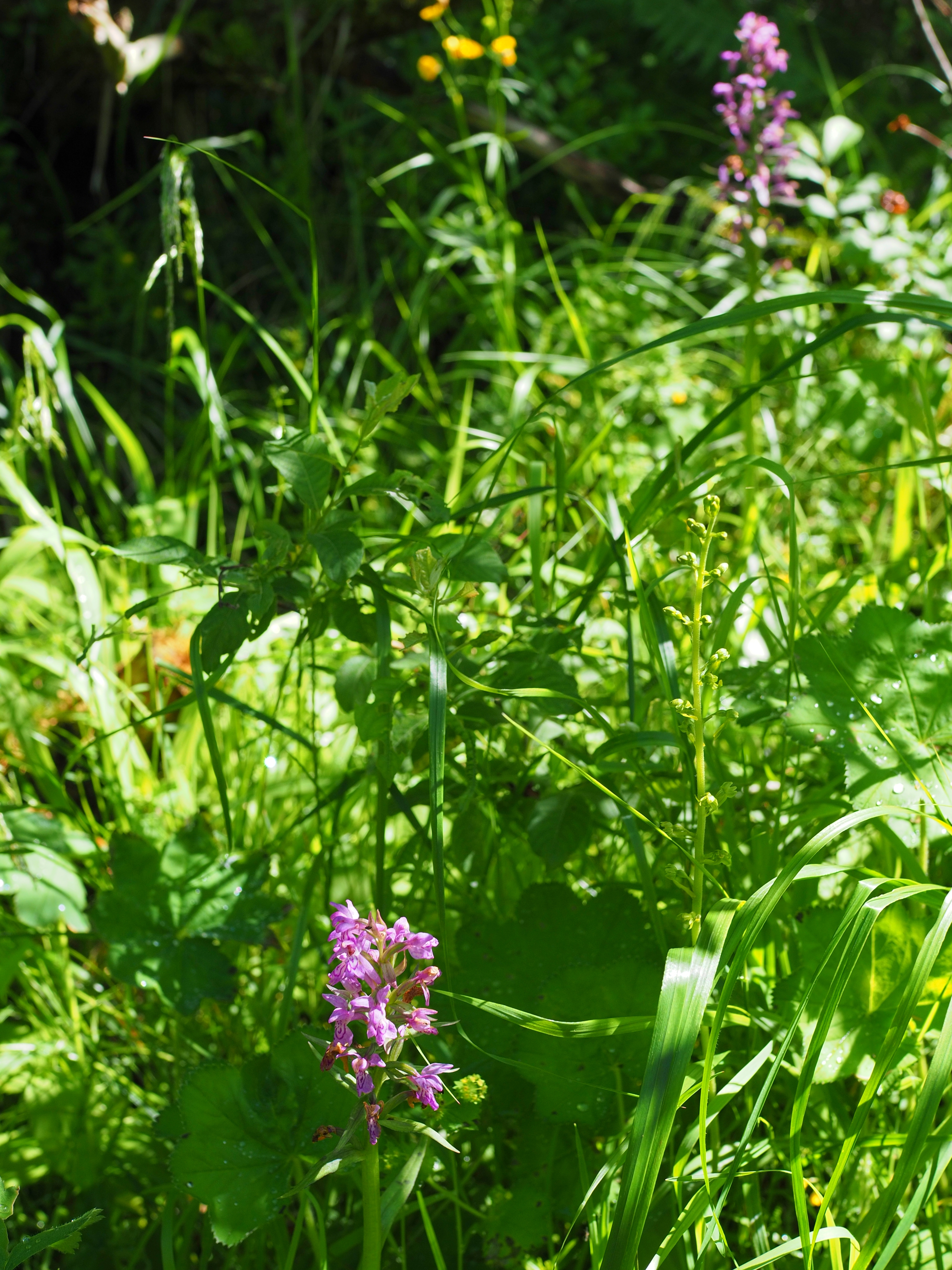
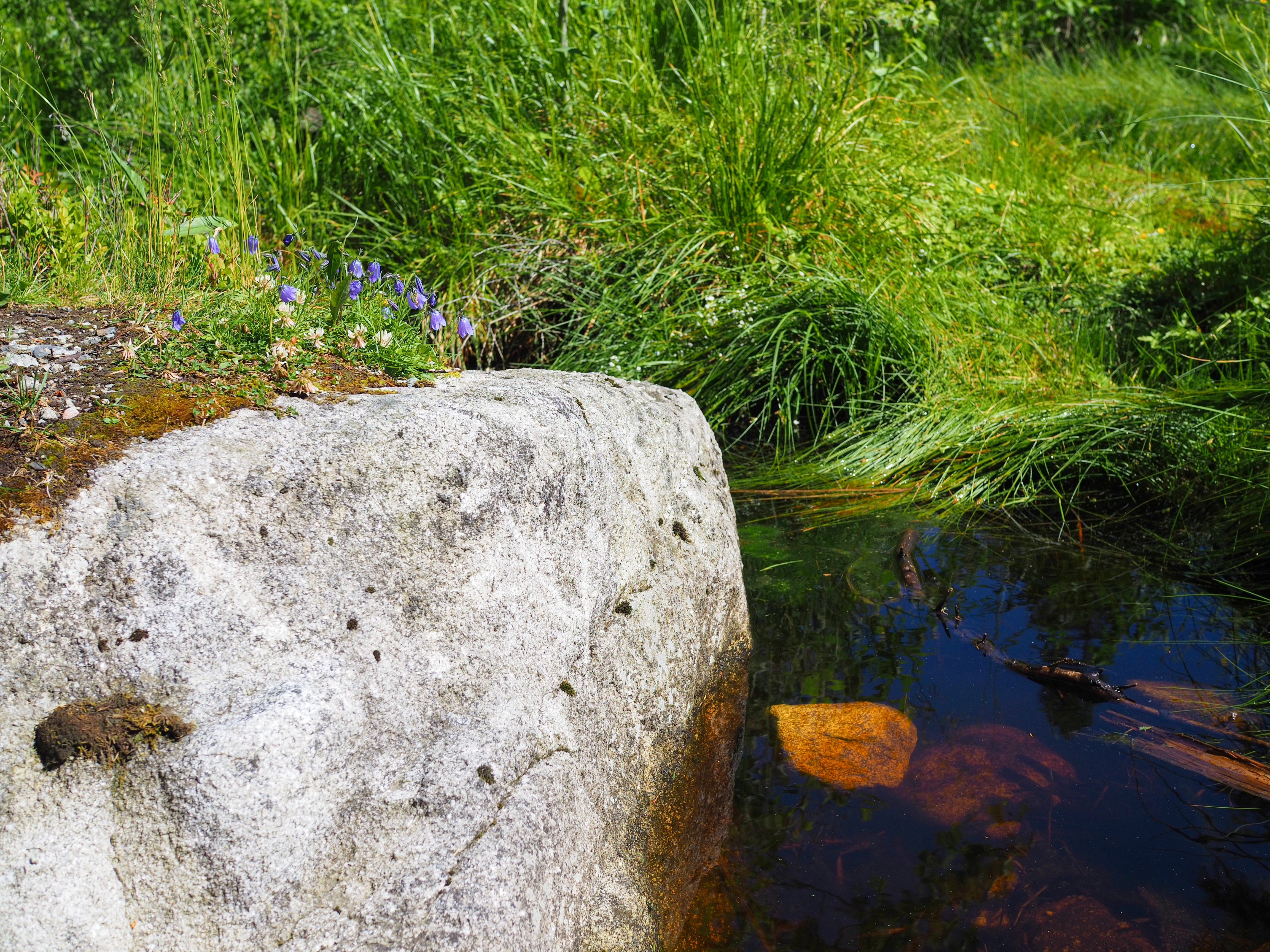
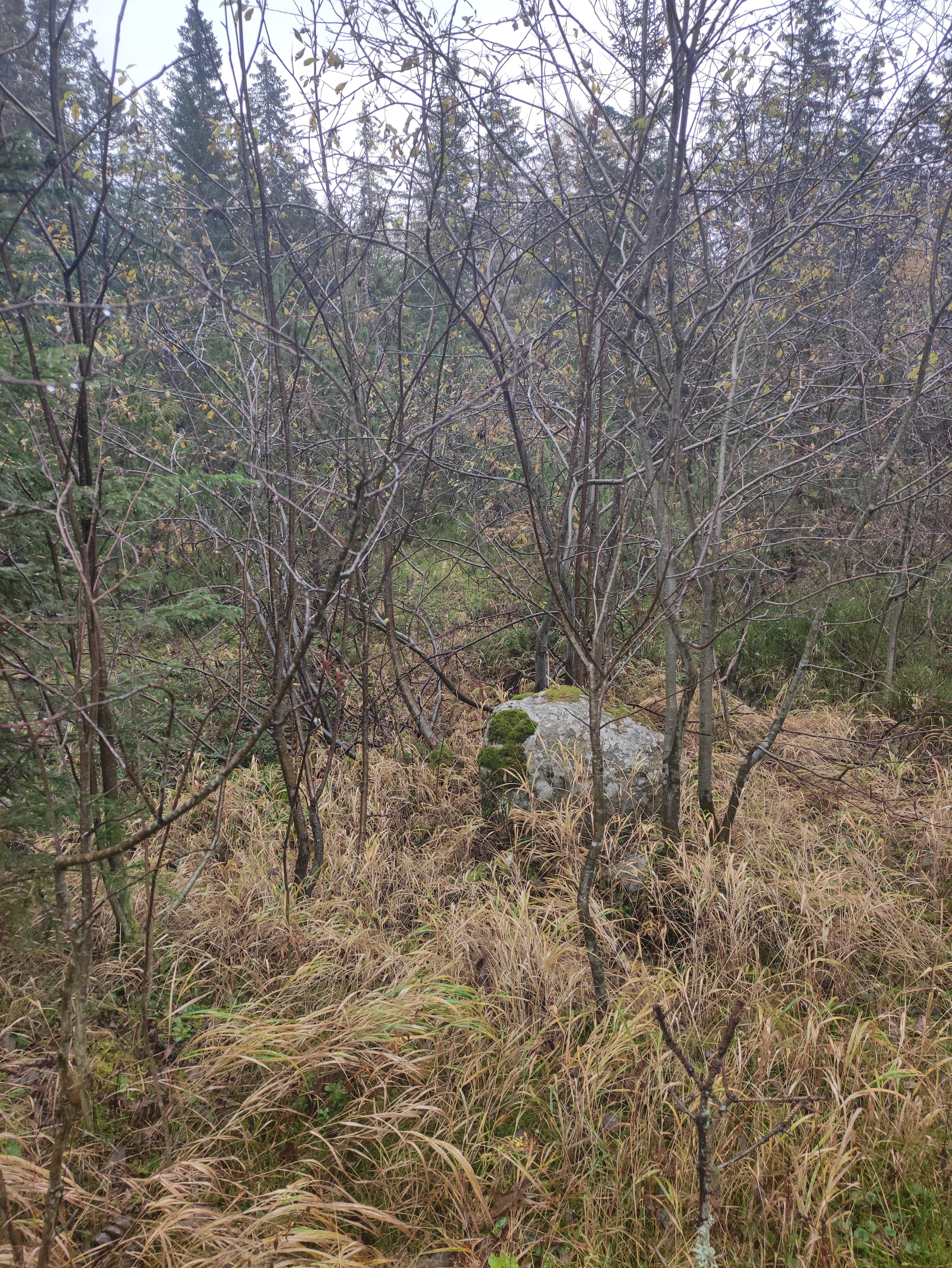